# Tagebau Seese-West

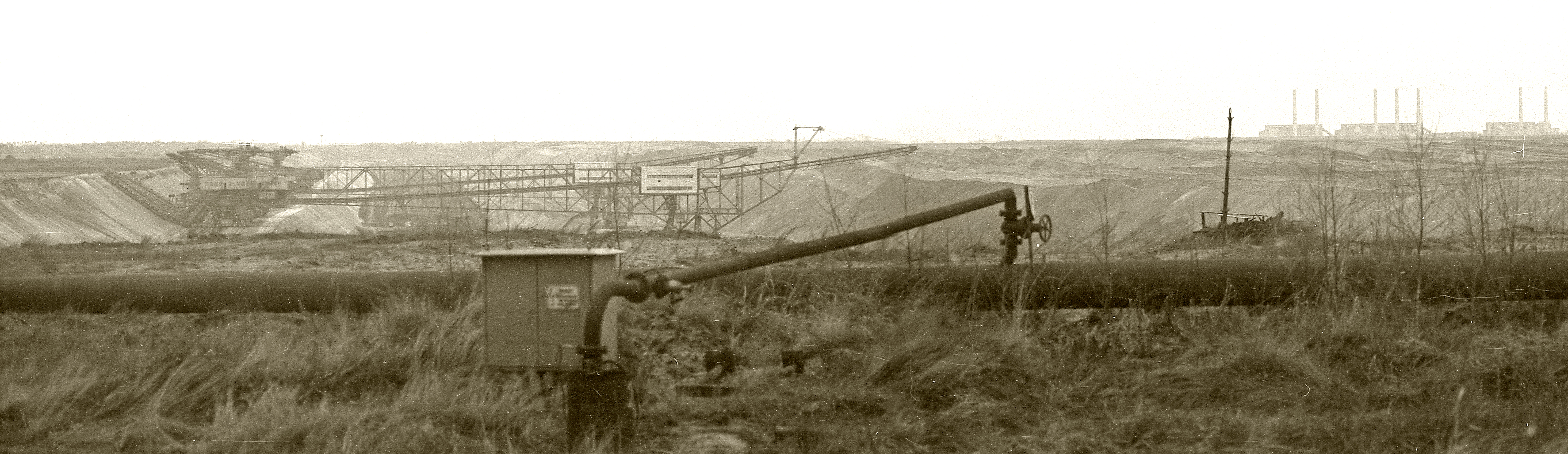
Der Tagebau Seese-West und das Kraftwerk Lübbenau 1976

Der Tagebau Seese-West ist ein ehemaliger Braunkohletagebau im heutigen Bundesland Brandenburg. Er wurde in den Jahren 1962 bis 1964 südwestlich des Autobahndreiecks Spreewald, nahe den Ortschaften Kittlitz und Schönfeld, aufgeschlossen. Die Gesamtfläche der Landinanspruchnahme betrug 2900 Hektar. Er wurde 1978 stillgelegt und wird seit 1992 saniert.

## Überbaggerte Orte
Durch den Tagebau Seese-West wurden die Ortschaften Seese (Bzež), Kückebusch (Groźc), Vorberg (Barak), Tornow und Schönfeld (Tłukom) sowie der größte Teil des Abflussgebiets der Kleptna und der östliche Teil der Gemeinde Zinnitz (Synjeńce) (östlich des Ortsteils Bathow) überbaggert.

## Auswirkungen auf den Wasserhaushalt
Da die Kohlefelder Seese im Einzugsgebiet der Spree lagen, hatte die tagebaubedingte Grundwasserabsenkung erhebliche Auswirkungen auf den Wasserhaushalt der Spree und des Spreewalds. Dem wurde durch die Zuführung von Grubenwasser in den Spreewald entgegengewirkt.

## Heutige Nutzung
Auf dem Gebiet des ehemaligen Tagebaus entsteht bis 2017 der Schönfelder See. Am 30. Januar 2009 ereignete sich ein Erdrutsch. Das Gebiet wurde vom Bergbausanierer LMBV (Lausitzer und Mitteldeutsche Bergbau-Verwaltungsgesellschaft mbH) weiträumig abgesperrt. Am 9. Februar 2015 kam es in einer gesperrten Innenkippe zu einer weiteren Geländeabsenkung.